# تلویزیون مرکزی چین
تلویزیون مرکزی چین (به انگلیسی: China Central Television) که به اختصار سی‌سی‌تی‌وی (CCTV) نامیده می‌شود، یکی از مهمترین رسانه‌های تلویزیونی سرزمین اصلی چین است. سی‌سی‌تی‌وی دارای ۴۵ شبکهٔ تلویزیونی مختلف با برنامه‌های متفاوت است که در دسترس بیش از یک میلیارد بیننده قرار دارد. عمده برنامه‌های این شبکه‌ها ترکیبی از مستند، کمدی، سرگرمی و درام است که بیش از همه برنامه‌های سرگرمی و سریال‌های آبکی از آنها پخش می‌شود.